# Велика награда Француске
Велика награда Француске (фр. Grand Prix de France) раније позната као Grand Prix de l'ACF (Automobile Club de France), је трка која се одржава у оквиру светског шампионата Формуле 1 под окриљем Међународне аутомобилске федерације. То је једна од најстаријих мото трка на свету као и прва "Велика награда". Престала је убрзо након стогодишњице 2008. са 86 одржаних трка, због неповољних финансијских околности и места одржавања. Трка се вратила у календар Формуле 1 2018. а домаћин трке је био Пол Рикар.
Неуобичајено чак и за трку такве дуговечности, локација Велике награде се често премештала са 16 различитих места која су коришћена током свог века. То је такође једна од четири трке (заједно са ВН Белгије, Италије и Шпаније) које су одржане у оквиру три различита шампионата (Светско првенство произвођача касних 1920-их, Европско првенство 1930-их и Светско првенство у Формули 1 од 1950.).
Велика награда Француске је била изузетно утицајна у раним годинама тркања, предводећи успостављање правила и прописа трка, као и постављање трендова у еволуцији трка. Моћ првобитног организатора Аутомобилског клуба Француска, успоставила је Француску као дом организације за аутомобилске трке.

## Вишеструки победници (возачи)
| Победа | Возач              | Победничке године                              |
| ------ | ------------------ | ---------------------------------------------- |
| 8      | Михаел Шумахер     | 1994, 1995, 1997, 1998, 2001, 2002, 2004, 2006 |
| 6      | Ален Прост         | 1981, 1983, 1988, 1989, 1990, 1993             |
| 4      | Хуан Мануел Фанхио | 1950, 1951, 1954, 1957                         |
| 4      | Најџел Менсел      | 1986, 1987, 1991, 1992                         |
| 3      | Џек Брабам         | 1960, 1966, 1967                               |
| 3      | Џеки Стјуарт       | 1969, 1971, 1972                               |
| 2      | Ден Гарни          | 1962, 1964                                     |
| 2      | Џим Кларк          | 1963, 1965                                     |
| 2      | Рони Петерсон      | 1973, 1974                                     |
| 2      | Ники Лауда         | 1975, 1984                                     |
| 2      | Марио Андрети      | 1977, 1978                                     |
| 2      | Луис Хамилтон      | 2018, 2019                                     |
| 2      | Макс Верстапен     | 2021, 2022                                     |